# Ryūgū-jō

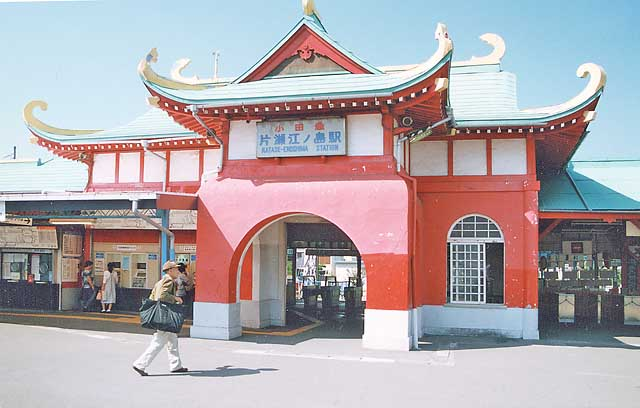
La stazione di Katase-Enoshima.

Nella mitologia giapponese, il Ryūgū-jō (竜宮城 oppure 龍宮城, lett. "palazzo - o castello - del drago") è il palazzo sottomarino di Ryūjin, il dio drago del mare.

## Leggenda

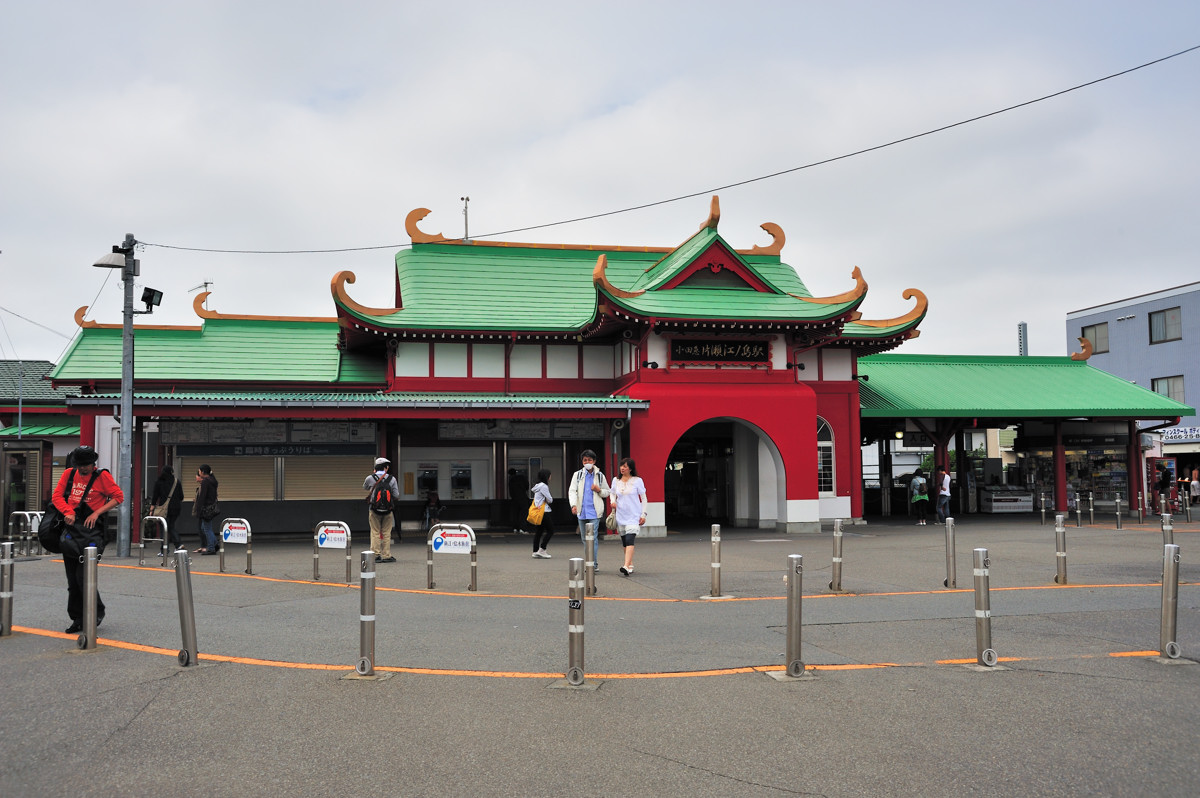
Un'altra visuale della stazione.

Secondo la versione della leggenda, è costruito in corallo rosso e bianco o in cristallo solido. Su ciascuno dei quattro lati del palazzo è illustrata una diversa stagione.
I residenti del palazzo, abitanti del mare, sono i servitori di Ryūjin. Inoltre, un giorno nel palazzo è lungo come un secolo all'esterno delle sue frontiere. In una leggenda, Urashima Tarō visitò il Ryūgū-jō in sette giorni.

## Ryūgū-jō nella cultura di massa
La stazione Katase-Enoshima a Fujisawa, nella prefettura di Kanagawa, è stata costruita in modo da ricordare il Ryūgū-jō.
Nell'anime Capitan Harlock, il protagonista visita un palazzo sottomarino nell'episodio 13 della omonima serie del 1978. Qui vive la Regina del Mare che cerca di prendere prigioniero Harlock e la sua ciurma per un giorno e poi risvegliarli il giorno dopo, quando sulla Terra saranno passati 100 anni. Questo episodio è stato dichiaratamente ispirato dalla leggenda di Urashima Tarō, infatti Mayu in quello stesso episodio racconterà ad Harlock questa fiaba.